# Challuy
Challuy est une commune française située dans le département de la Nièvre, en région Bourgogne-Franche-Comté.

## Géographie
Challuy se trouve à 4,5 km au sud de Nevers, proche du canal latéral à la Loire.

### Communes limitrophes
Les communes limitrophes sont  Gimouille, Magny-Cours, Marzy, Nevers, Saincaize-Meauce et Sermoise-sur-Loire.

### Climat
Pour des articles plus généraux, voir Climat de la Bourgogne-Franche-Comté et Climat de la Nièvre.
En 2010, le climat de la commune est de type climat océanique dégradé des plaines du Centre et du Nord, selon une étude du Centre national de la recherche scientifique s'appuyant sur une série de données couvrant la période 1971-2000. En 2020, Météo-France publie une typologie des climats de la France métropolitaine dans laquelle la commune est exposée à un climat océanique altéré et est dans la région climatique  Centre et contreforts nord du Massif Central, caractérisée par un air sec en été et un bon ensoleillement. 
Pour la période 1971-2000, la température annuelle moyenne est de 11,1 °C, avec une amplitude thermique annuelle de 16 °C. Le cumul annuel moyen de précipitations est de 817 mm, avec 11,8 jours de précipitations en janvier et 7,8 jours en juillet. Pour la période 1991-2020, la température moyenne annuelle observée sur la station météorologique de Météo-France la plus proche, « Nevers-Marzy », sur la commune de Marzy à 5 km à vol d'oiseau, est de 11,4 °C et le cumul annuel moyen de précipitations est de 783,5 mm. 
La température maximale relevée sur cette station est de 39,4 °C, atteinte le 31 juillet 2020 ; la température minimale est de −25 °C, atteinte le 9 janvier 1985,,. 
Les paramètres climatiques de la commune ont été estimés pour le milieu du siècle (2041-2070) selon différents scénarios d'émission de gaz à effet de serre à partir des nouvelles projections climatiques de référence DRIAS-2020. Ils sont consultables sur un site dédié publié par Météo-France en novembre 2022.

## Urbanisme

### Typologie
Au 1er janvier 2024, Challuy est catégorisée commune rurale à habitat dispersé, selon la nouvelle grille communale de densité à sept niveaux définie par l'Insee en 2022.
Elle appartient à l'unité urbaine de Nevers, une agglomération intra-départementale regroupant huit  communes, dont elle est une commune de la banlieue,,. Par ailleurs la commune fait partie de l'aire d'attraction de Nevers, dont elle est une commune de la couronne,. Cette aire, qui regroupe 93 communes, est catégorisée dans les aires de 50 000 à moins de 200 000 habitants,.

### Occupation des sols
L'occupation des sols de la commune, telle qu'elle ressort de la base de données européenne d’occupation biophysique des sols Corine Land Cover (CLC), est marquée par l'importance des territoires agricoles (74,4 % en 2018), en diminution par rapport à 1990 (75,4 %). La répartition détaillée en 2018 est la suivante : prairies (41,2 %), zones agricoles hétérogènes (18,6 %), terres arables (14,6 %), forêts (11,7 %), zones urbanisées (8,9 %), milieux à végétation arbustive et/ou herbacée (4 %), eaux continentales (0,9 %), zones industrielles ou commerciales et réseaux de communication (0,2 %). L'évolution de l’occupation des sols de la commune et de ses infrastructures peut être observée sur les différentes représentations cartographiques du territoire : la carte de Cassini (XVIIIe siècle), la carte d'état-major (1820-1866) et les cartes ou photos aériennes de l'IGN pour la période actuelle (1950 à aujourd'hui).

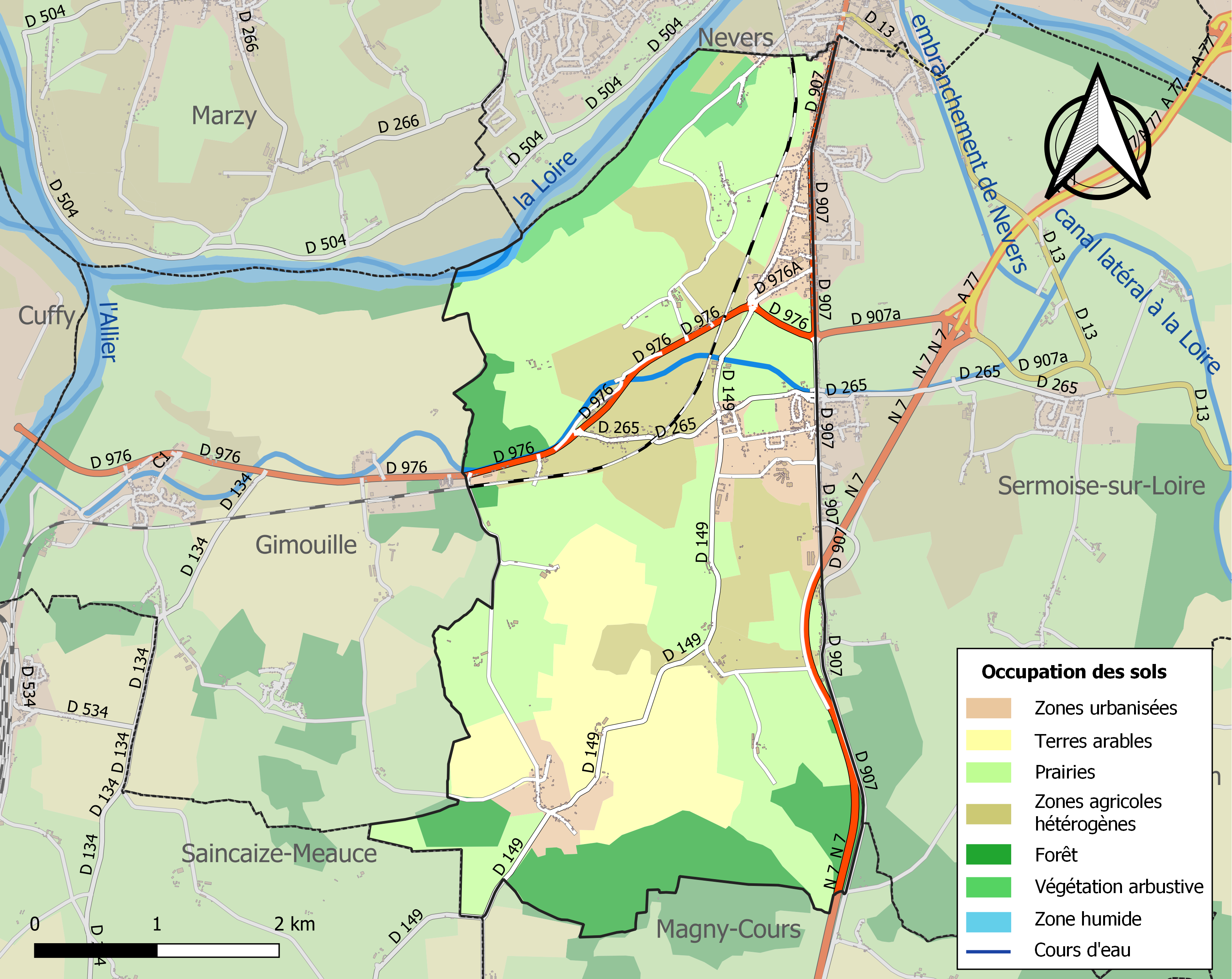
Carte des infrastructures et de l'occupation des sols de la commune en 2018 (CLC).

## Histoire
La commune de Challuy possède sur son territoire l'une des plus vieilles communes de la Nièvre, la commune d'Aglan (1791-1793). Adolphe Lequime y dirigea la sucrerie de Plagny et devint maire de la commune.

## Héraldique
| Blason de Challuy | Blason  | De sinople au sabot d'argent, garni d'or, posé sur une champagne fascée ondée d'azur et d'argent et surmonté de l'inscription "Challuy" en lettres cursives d'argent; au chef cousu d'azur chargé, dextre, d'une gerbe de blé d'or et, à senestre, d'une vache du même, accornée, onglée, colletée et clarinée d'azur. |
| Blason de Challuy | Détails | Le statut officiel du blason reste à déterminer. |

## Politique et administration

### Liste des maires
| Période                                  | Période   | Identité         | Étiquette      | Qualité                                                           |
| ---------------------------------------- | --------- | ---------------- | -------------- | ----------------------------------------------------------------- |
| mars 2008                                | En cours  | Fabrice Berger   | EÉLV puis LREM | Fonctionnaire catégorie B, suppléant de la députée Perrine Goulet |
| mars 2001                                | mars 2008 | Daniel Rollet    | SE             |                                                                   |
| avant 1995                               | ?         | Jacques Berthier |                |                                                                   |
| Les données manquantes sont à compléter. |           |                  |                |                                                                   |

## Démographie
L'évolution du nombre d'habitants est connue à travers les recensements de la population effectués dans la commune depuis 1793. Pour les communes de moins de 10 000 habitants, une enquête de recensement portant sur toute la population est réalisée tous les cinq ans, les populations de référence des années intermédiaires étant quant à elles estimées par interpolation ou extrapolation. Pour la commune, le premier recensement exhaustif entrant dans le cadre du nouveau dispositif a été réalisé en 2008.

En 2022, la commune comptait 1 468 habitants, en évolution de −4,86 % par rapport à 2016 (Nièvre : −3,28 %, France hors Mayotte : +2,11 %).
| 1793 | 1800 | 1806 | 1821 | 1831 | 1836 | 1841 | 1846 | 1851 |
| ---- | ---- | ---- | ---- | ---- | ---- | ---- | ---- | ---- |
| 394  | 514  | 489  | 522  | 596  | 588  | 640  | 668  | 767  |

| 1856 | 1861 | 1866  | 1872  | 1876 | 1881  | 1886  | 1891  | 1896  |
| ---- | ---- | ----- | ----- | ---- | ----- | ----- | ----- | ----- |
| 871  | 947  | 1 012 | 1 017 | 984  | 1 089 | 1 038 | 1 050 | 1 091 |

| 1901  | 1906  | 1911  | 1921  | 1926  | 1931  | 1936  | 1946  | 1954  |
| ----- | ----- | ----- | ----- | ----- | ----- | ----- | ----- | ----- |
| 1 058 | 1 101 | 1 116 | 1 075 | 1 170 | 1 232 | 1 290 | 1 288 | 1 286 |

| 1962  | 1968  | 1975  | 1982  | 1990  | 1999  | 2006  | 2008  | 2013  |
| ----- | ----- | ----- | ----- | ----- | ----- | ----- | ----- | ----- |
| 1 349 | 1 286 | 1 257 | 1 324 | 1 256 | 1 347 | 1 588 | 1 596 | 1 521 |

| 2018  | 2022  | - | - | - | - | - | - | - |
| ----- | ----- | - | - | - | - | - | - | - |
| 1 531 | 1 468 | - | - | - | - | - | - | - |

## Lieux et monuments

### Château du Vernay
Son historique remonte aux XVe et XVIe siècles, où il appartint à la branche cadette de Bourgoing, famille de robe qui reprit son rang dans les familles d'épée  au milieu du XVIIe siècle. Le premier seigneur connu de Vernay fut Guillaume de Bourgoin (ou Bourgoing), conseiller au Parlement de Paris, qui fut désigné (avec Louis Rouillard), par les lettres patentes du 21 octobre 1534, comme commissaire du roi, pour la rédaction de la coutume du Nivernais. La duchesse de Nevers, Marie d'Albret voulut que dans son comté, il y eût coustume certaine, en exposa les faits à  François Ier, lui demandant la permission de faire procéder à une rédaction et publication solennelle et définitive de cette coutume. Après avoir ensuite appartenu à la famille Simonin, le château devint propriété de la famille de Prisye, qui posséda aussi les seigneuries de Curty-Drassy, de la Marche et de Froidefond. Par le jeu d'alliances entre cette famille et les familles de Chazelles et de Chabrol-Chaméane, il appartint au vicomte Antoine de Chabrol-Chaméane (fils aîné de Gaspard Claude François, comte de Chabrol, 1740-1816, député aux États généraux de 1789), né à Riom (Puy-de-Dôme), le 15 décembre 1770, mort au château du Vernay le 4 octobre 1859, maire de Nevers, conseiller général de la Nièvre, sous la Restauration, député en 1818, puis de 1822 à 1827 le château est aujourd'hui propriété de la SNCF. Il comprend quatre terrains de tennis, piscines, parc privé et forêt. Par décision du préfet de la Nièvre, il a abrité à partir du 2 novembre 2016, pour une durée de 3 à 4 mois, une trentaine de migrants (adolescents mineurs en provenance de le jungle de Calais.

### Le sentier de l'Île aux Castors
Conçu par les services de l'Eau de l'ADN (Agglomération de Nevers), ce sentier s'étend sur 1,5 km et annonce 40 minutes de marche pour le découvrir. Son départ se situe au niveau du champ de tir, près du Cercle cynophile, sur la commune de Challuy. Parmi la flore ligérienne très développée et diversifiée, on peut également y trouver la faune puisqu'on entend des animaux tout près de là, entre la Loire et le sentier. De multiples papillons y cohabitent. Étrangement, on passe également devant le « Monument des Fusillés », un mémorial de la guerre de 1939-1945. Le sentier se termine en revenant sur son départ, après avoir fait une boucle. Bien suivre les indications des poteaux en bois annoncés par l'image du castor.

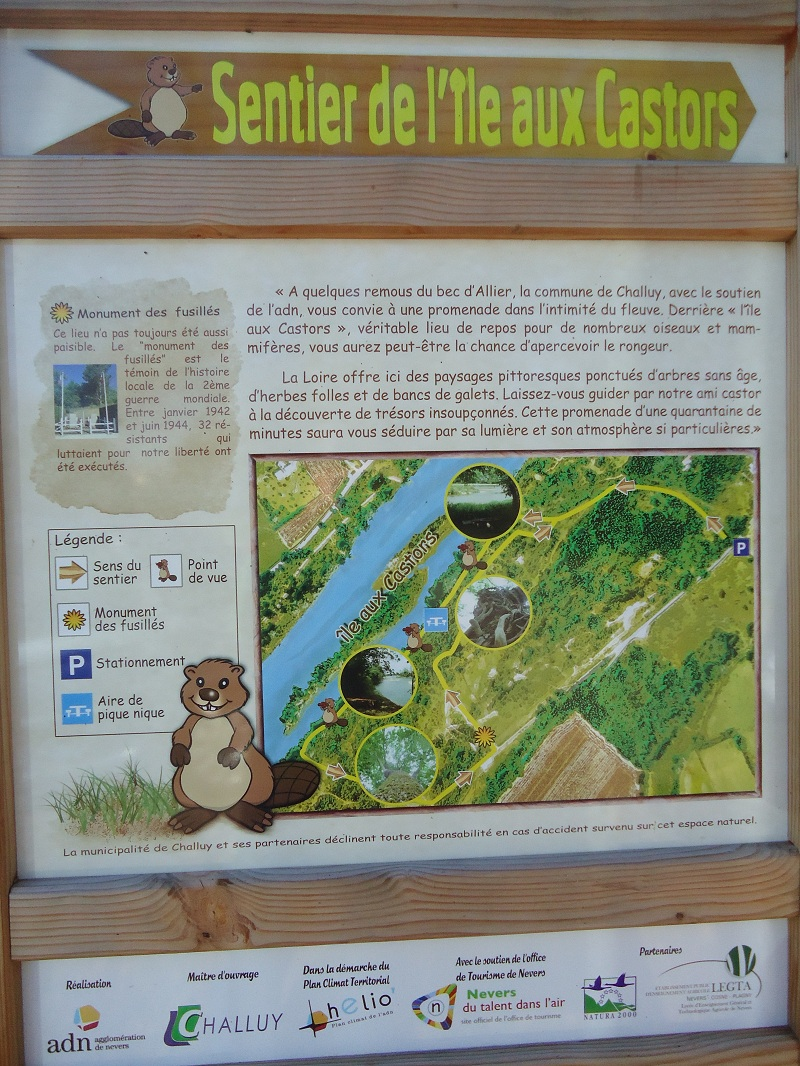
Le sentier de l'Île aux Castors.
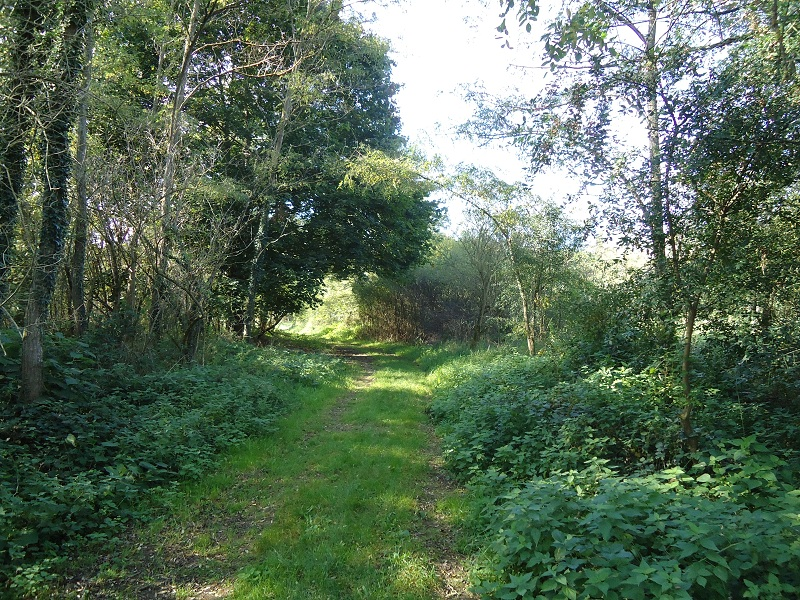
Le sentier de l'Île aux Castors.